# Falling Spring
Falling Spring (o Renick) è un comune degli Stati Uniti d'America, situato nello Stato della Virginia Occidentale, nella Contea di Greenbrier.